# Observatorieparken, Uppsala

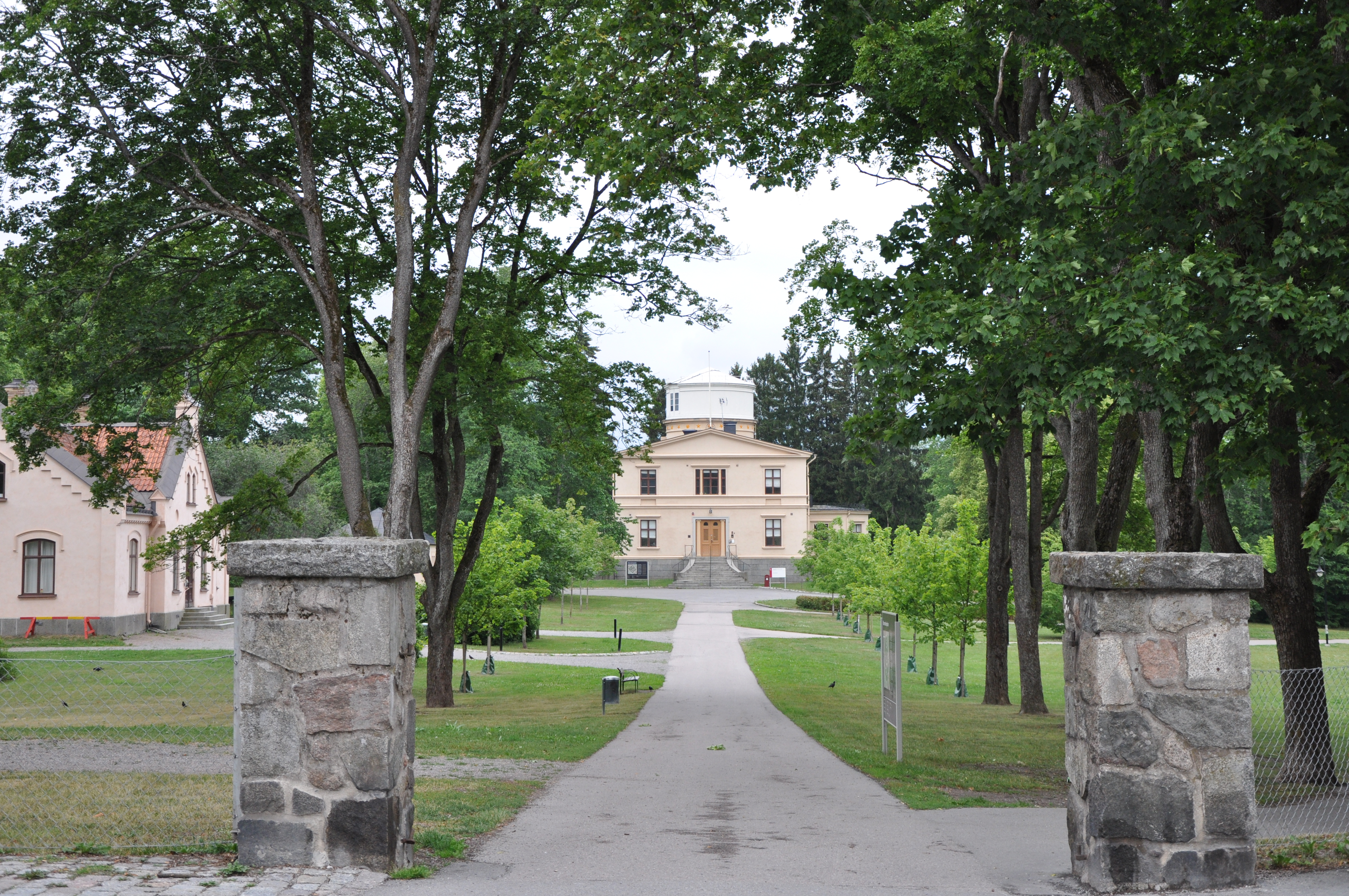
Huvudingången till Observatorieparken med Gamla observatoriet i centrum.

Observatorieparken i Uppsala är ett parkområde i stadsdelen Luthagen som omger Uppsala universitets Gamla observatorium. 
Parken avgränsas mot norr av Ekonomikumområdet, mot öster av Kyrkogårdsgatan, mot söder av S:t Johannesgatan, samt mot  väster av Rackarbergsgatan.

## Historia

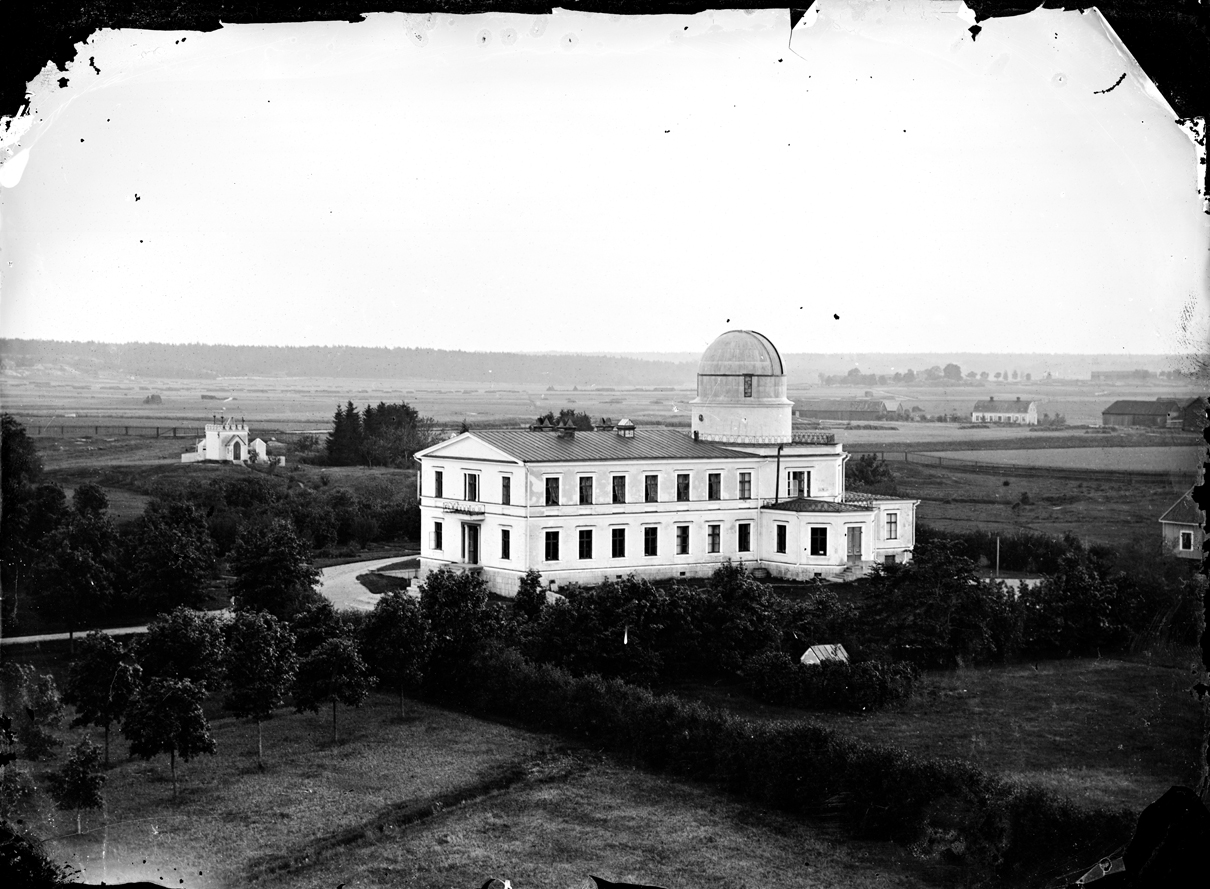
Observatorieparken och observatoriet från Katedralskolans tak omkring 1880.

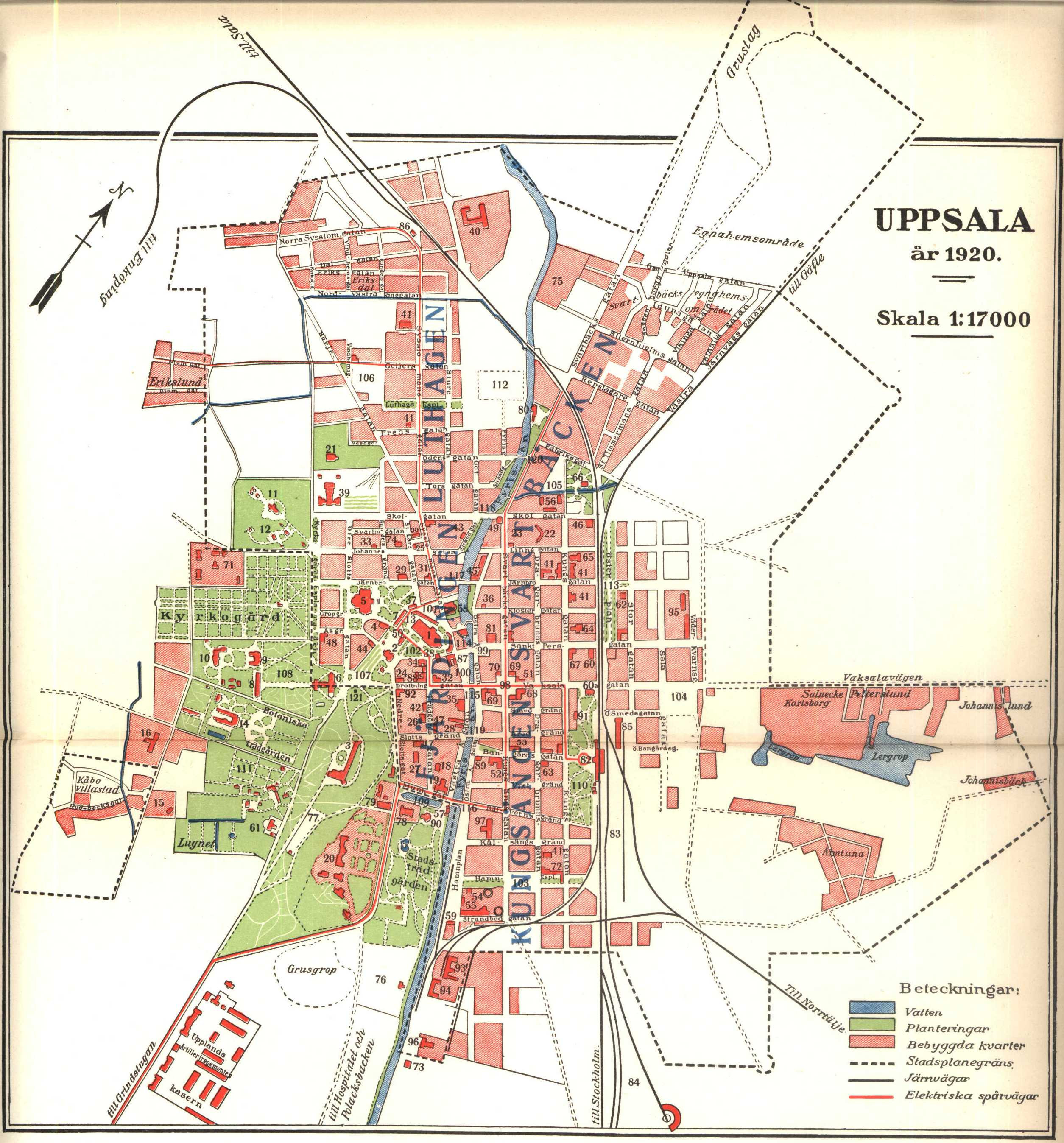
Karta från 1920 med parken vid nr 11.

Efter invigningen av det nya astronomiska observatoriet år 1853 skapades de första planteringarna på området under ledning av dåvarande astronomiprofessorn Gustaf Svanberg, och de utökades gradvis under årens lopp. Svanberg skriver i sin självbiografi (omkring 1880):
De ringa planteringar jag på den magra, bergiga marken lyckats efterhand åstadkomma ha senare i beskrifvningar över Upsala  hedrats med benämningen observatorieparken.
Förutom universitetets astronomiska institution byggdes under slutet av 1800-talet i södra delen av parken den meteorologiska institutionen, vars byggnader senare övertogs av den seismologiska institutionen. Mot Kyrkogårdsgatan finns sedan 1930 Musicum, som är den idag enda kvarvarande av universitetets institutioner. År 1949 stod den nya meteorologiska institutionen klar i den norra delen av parken. Även andra delar av olika institutioner fanns i olika tillfälliga paviljonger i den norra delen av parken från och med 1960-talet. 
Universitetsinstitutionerna flyttade gradvis ut ur Observatorieparken under 1990-talet, och år 2000 flyttade slutligen den astronomiska institutionen till Ångströmlaboratoriet. Flera kvarvarande teleskop i parken används dock fortfarande av Uppsala Amatörastronomer (UAA), som har sin föreningslokal i Wallenquistpaviljongen, samt anordnar astronomiska visningar för allmänheten. Flera av seismologernas seismografer, som finns nersprängda i berget under deras förutvarande lokaler, används också kontinuerligt.
Idag har flera företag med viss anknytning till universitetets verksamhet etablerat sig i parken.

## Byggnadsminnen
Observatorieparken är byggnadsminnesförklarad sedan 1935 (Gamla Observatoriet), respektive 1993 (hela Observatorieparken).

## Bilder

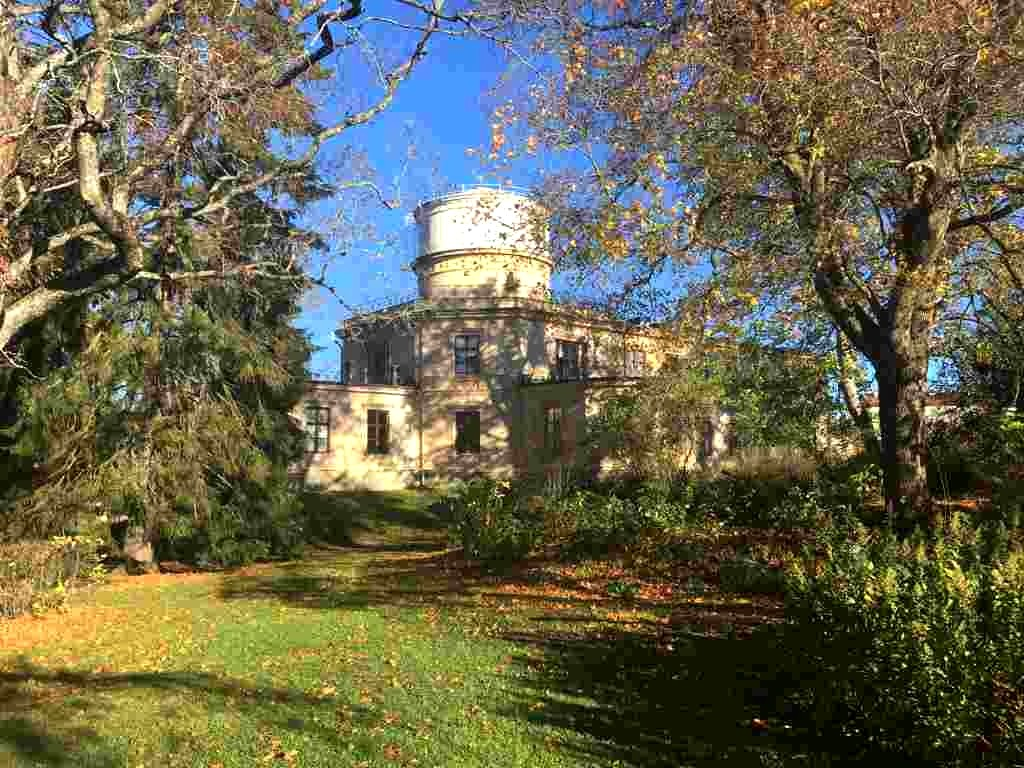
Gamla observatoriet (2018)
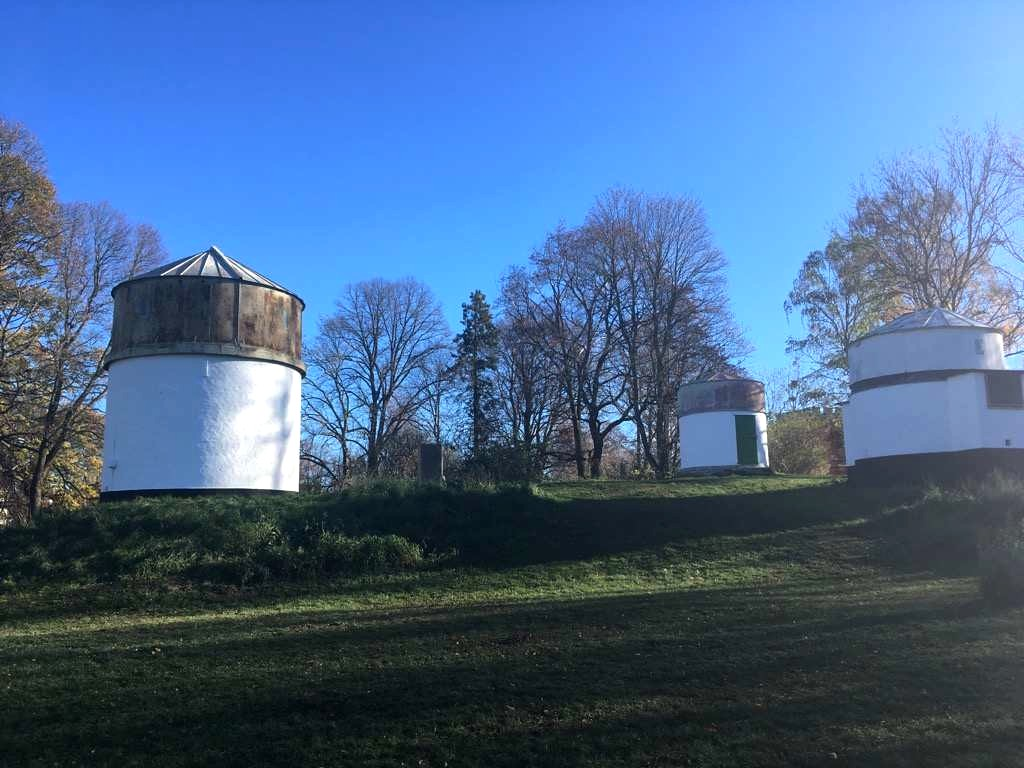
Teleskopkupoler i parken (2018)